# Katolički školski centar "Sv. Franjo" Tuzla

KŠC Sv. Franjo je škola koju su osnovale časne sestre Kongregacije Kćeri Božje ljubavi u Tuzli. Otvorena je 1883. godine. Kako bilježe zapisi i svjedočanstva, školske su funkcije bile dobro organizirane, a kvaliteta obrazovanja bila je vrlo dobra. Nakon dolaska komunista na vlast nakon Drugog svjetskog rata, sve škole ove vrste zatvorene su, a imovina konfiscirana. KŠC Tuzla obnovio je rad 1995. godine. U iznajmljenim prostorijama djelovala je Opća gimnazija sa 102 učenika, dok u vlastitom prostoru djeluje od školske godine 2001. / 2002. To je velika zgrada koja je izgrađena na temeljima nekadašnjeg Klostera – Zavoda Kraljice Svete Krunice.  KŠC je danas na adresi Klosterska 14, Tuzla.
Dio je Sustava katoličkih škola "Za Europu".
U sklopu KŠC djeluju opća gimnazija čija je prva generacija bila 1998. godine, osnovna škola. i produženi boravak za mlađe osnovce te  internat za djevojke koje se školuju i studiraju u Tuzli.
Nastavni plan KŠC je je vlastiti za cijeli Sustav Katoličkih „Škola za Europu“ i na snazi je od školske 2004./2005. godine. Danas Centar pohađa 900 učenika. Prijatelji Centra je udruga koja djeluje u okviru KŠC, a čine ju roditelji, djelatnici te bivši i sadašnji učenici, a koja ima humani karakter. Današnji ravnatelj KŠC je vlč. mr. Vlatko Rosić.
Član Koordinacije hrvatskih i katoličkih udruga s područja Tuzlanske županije.
Uz zgradu KŠC-a izgrađen je samostan Družbe Kćeri Božje ljubavi, samostan Kraljice sv. Krunice.

## Vanjske poveznice
- Službene stranice  Arhivirana inačica izvorne stranice od 21. travnja 2021. (Wayback Machine)
- Facebook
- Gimnazije.com  Arhivirana inačica izvorne stranice od 20. prosinca 2015. (Wayback Machine)